# Trichocera latilobata
Trichocera latilobata är en tvåvingeart som beskrevs av Alexander 1938. Trichocera latilobata ingår i släktet Trichocera och familjen vintermyggor. Inga underarter finns listade i Catalogue of Life.